# Mirsky Ledge
Die Mirsky Ledge ist ein eisbedeckter, riffartiger Bergrücken rund 15 km nordöstlich des Mount Schopf in der Ohio Range. Die höchsten Gipfel dieser Formation, dem nordöstlichen Ende der Horlick Mountains, sind:
- Urbanak Peak (84° 38′ S, 111° 55′ W): Ein Berggipfel mit einer auffälligen Felspitze an der Nordseite. Benannt ist er nach Richard L. Urbanak, Meteorologe auf der Byrd-Station im Jahr 1960.[1]
- Iversen Peak (84° 37′ S, 111° 26′ W): Ein Berggipfel rund 5 km ostnordöstlich des Urbanak Peak. Benannt ist er nach Frede Iversen, Ionosphärenphysiker auf der Byrd-Station im Jahr 1960.[2]

Geologisch untersucht wurde das Gebiet zwischen 1958 und 1962 durch Wissenschaftler des Instituts für Polarforschung der Ohio State University. Das Advisory Committee on Antarctic Names benannte den Bergrücken nach Arthur Mirsky († 2012), dem damaligen stellvertretenden Institutsleiter.